# Tschlin
Tschlin (föråldrad tysk namnform: Schleins) är en ort och tidigare kommun i den schweiziska kantonen Graubünden. Sedan 2013 ingår den i den då nyinrättade kommunen Valsot.
Det traditionella språket i Tschlin är den rätoromanska dialekten vallader, även om det tyska språket har vunnit visst insteg  under 1900-talet. Rätoromanska är likväl modersmål för tre fjärdedelar av befolkningen, och det språk på vilket skolundervisningen bedrivs, samt var kommunens officiella administrationsspråk. Kyrkan är sedan 1545 reformert.